# P位點
P位點(英文：P-site,P for peptidyl)是核醣體中tRNA的第二個結合位點。其他兩個位點分別是A位點(aminoacyl)，它是核醣體中的第一個結合位點，而E位點(exit)是第三個結合位點。在蛋白質轉譯過程中，P位點保留生長中的多肽鏈連接的tRNA。當到達終止密碼子時，位於P位點的tRNA的氨醯-tRNA鍵被裂解，釋放出新合成的蛋白質。在延伸(elongation)階段的易位(translocation)步驟中，mRNA前進一個密碼子，與tRNA從核醣體A到P和P到E的運動相關聯，這是由延伸因子EF-G催化的。